# Verkehrsfähigkeit
Verkehrsfähigkeit bedeutet im engeren Sinne die Eignung von Sachen oder Rechten, Gegenstand dinglicher Rechte und Verfügungen zu sein. Häufig wird der Begriff Verkehrsfähigkeit in einem weiteren Sinne verstanden, so dass jede Bestimmung, die den Handel mit einer Sache – auch bloß faktisch – erleichtert, der Erhöhung ihrer Verkehrsfähigkeit dient.

## Allgemeines
Das Kompositum „Verkehrsfähigkeit“ beinhaltet als Bestimmungswort den Begriff „Verkehr“, mit dem der Rechtsverkehr oder Handelsverkehr gemeint ist. Eine Sache ist demnach verkehrsfähig, wenn sie am Rechts- oder Handelsverkehr teilnehmen kann. Verkehrsfähigkeit bezieht sich lediglich auf die Einschränkung oder Verbesserung der Handelbarkeit einer Sache selbst, nicht auf die Befugnisse ihres Eigentümers oder die Regelungen des zugrunde liegenden Rechtsgeschäfts.
Als verkehrsunfähig werden allgemein dagegen Sachen angesehen, die nach ihrer Beschaffenheit nicht im Eigentum eines anderen stehen können, etwa die Luft in der Atmosphäre, frei fließendes Wasser und ähnliches. Absolut verkehrsunfähig sind deshalb res extra commercium (Extrakommerzialität) und Gemeingüter.

## Rechtsfragen
Die höchste Verkehrsfähigkeit besitzen bewegliche Sachen, hierunter vor allem fungible Sachen wie Geld, Devisen und Sorten. Sie gehören zu den Inhaberpapieren, deren Übertragbarkeit uneingeschränkt möglich ist. Das trifft auch auf Wertpapiere zu, die Inhaberpapiere sind wie Anleihen oder Aktien. Die Verkehrsfähigkeit ist bei Orderpapieren und Namenspapieren dagegen geringer, weil eine bloße Übergabe zum Eigentumsübergang nicht genügt. Die Übertragbarkeit ist deshalb ein wesentlicher Aspekt der Verkehrsfähigkeit.  
Gegenstände, über die ein Verkehrsgeschäft abgeschlossen wird, müssen verkehrsfähig sein. Verkehrsgeschäft ist diesem BGH-Urteil zufolge die rechtsgeschäftliche Übertragung des Eigentums. Das Gesetz macht sie unter anderem dadurch verkehrsfähig, dass es den Erwerb durch diejenigen ermöglicht, der aus bestimmten, gesetzlich genau abgegrenzten Umständen redlicherweise schließen darf, dass das zu erwerbende Rechtsobjekt dem Veräußerer gehört.

## Verkehrsfähigkeit in einzelnen Rechtsgebieten
Für Waren und marktreife Produkte beginnt deren Verkehrsfähigkeit erst dadurch, dass sie in Verkehr gebracht werden. Das gilt auch für Bargeld. Produkte oder Dienstleistungen sind verkehrsfähig, wenn sie die gesetzlichen Anforderungen und Eigenschaften hinsichtlich der Produktion, der Einfuhr und der Handhabungssicherheit erfüllen. Die Verkehrsfähigkeit einer Sache stellt somit die Voraussetzung für den Handel mit ihr dar.     

### Arzneimittel
Die Verkehrsfähigkeit von Arzneimitteln beginnt erst durch deren Zulassung gemäß § 21 Abs. 1 AMG. Gemäß § 34 Abs. 1 AMG ist im Bundesanzeiger die Erteilung, Verlängerung, Rücknahme, der Widerruf, das Ruhen und das Erlöschen einer Zulassung bekannt zu machen. Es muss hierdurch öffentlich bekannt sein, dass ein Arzneimittel verkehrsfähig ist und wenn es seine Verkehrsfähigkeit, sei es auch nur vorübergehend, verloren hat. Apotheker, die Arzneimittel an den Endverbraucher abgeben, oder Ärzte, die sie verschreiben, erhalten durch die Veröffentlichung die Möglichkeit, auf Änderungen der Zulassung zu reagieren.

### Bilanzrecht
Im Bilanzrecht versteht man unter Verkehrsfähigkeit die Eignung eines Vermögensgegenstandes, konkret selbständig übertragbar zu sein. Das ist bei seiner Veräußerung oder entgeltlichen Nutzungsüberlassung der Fall. Der Begriff der Verkehrsfähigkeit ist hier der statischen Bilanzauffassung entlehnt. Die Verkehrsfähigkeit kann etwa wegen eines gesetzlichen Veräußerungsverbots vorübergehend ruhen.

### Forderungen
Die Verkehrsfähigkeit von Forderungen ist durch die §§ 399 BGB und § 400 BGB begrenzt oder beschränkbar. Nach § 399 BGB kann eine Forderung nicht abgetreten werden, wenn die Leistung an einen anderen als den ursprünglichen Gläubiger nicht ohne Veränderung ihres Inhalts erfolgen kann (höchstpersönliches Recht) oder wenn die Abtretung durch Vereinbarung mit dem Schuldner durch Abtretungsverbot ausgeschlossen ist. In § 400 BGB werden diejenigen Forderungen als nicht abtretbar bezeichnet, die unpfändbar sind. Diese Vorschriften machen die betroffenen Forderungen verkehrsunfähig.   

### Grundstücksrecht
Grundstücke oder grundstücksgleiche Rechte sind verkehrsfähiger, wenn auf ihnen weder Grundpfandrechte noch sonstige Belastungen ruhen. Damit erhöht die Lastenfreiheit beim Grundstückskaufvertrag die Verkehrsfähigkeit von Grundstücken. Auch die Verkehrsfähigkeit der Grundpfandrechte ist von Bedeutung, denn gemäß § 238 Abs. 2 BGB ist eine Forderung, für die eine Sicherungshypothek besteht, zur Sicherheitsleistung nicht geeignet. Die Verkehrsfähigkeit ist bei Hypothek, Grundschuld und Sicherungsgrundschuld abgestuft vorhanden. 

### Lebensmittelrecht
Die Verkehrsfähigkeit eines Lebensmittels hängt davon ab, ob es den geltenden Vorschriften entspricht; nachteilige Abweichungen von der Verbrauchererwartung sind normalerweise bei ausreichender Kenntlichmachung in gewissem Umfange zulässig (vgl. § 17 Abs. 1 und 2 Lebensmittel- und Bedarfsgegenständegesetzbuch). Lebensmittel sind erst verkehrsfähig, wenn sie die Leitsätze des Deutschen Lebensmittelbuchs erfüllen (§ 15 Abs. 1 LFGB). Gemäß Art. 14 Abs. 1 Verordnung (EG) Nr. 178/2002 darf ein unsicheres Lebensmittel nicht in den Verkehr gelangen, ist also nicht verkehrsfähig. Kakaohaltige Fettglasur beispielsweise ist stets verkehrsunfähig. Zudem existieren weitere horizontale (produktspezifische) Verordnungen wie die Bierverordnung, Käseverordnung und die Milcherzeugnisverordnung, die bestimmte Nahrungsmittel verbindlich regulieren.

### Produkthaftung
Die Produkthaftung des Herstellers beginnt gemäß § 1 Abs. 2 ProdHaftG erst, wenn er das Produkt in den Verkehr gebracht hat. Damit ein Produkt verkehrsfähig ist, müssen unter anderem folgende Kriterien erfüllt sein:
- Es wird auf legalem Weg in Verkehr gebracht, Schmuggel- und Hehlerware ist nicht verkehrsfähig;
- es ist derart gestaltet, dass bei Lagerung und Transport keine unerwartete Gefahr von ihm ausgeht;
- es muss eine ausreichende Handhabungssicherheit aufweisen. Dies schließt Absicherung gegen erwartbare Fehlnutzung oder Fehlbedienung ein.
- Es entspricht den gesetzlichen Vorgaben, bei Import den Einfuhrbestimmungen.
- Es wird unter Einhaltung der für diese Produktgruppe vorgesehenen Auflagen – sofern vorhanden – in den Handel gebracht.

### Strafrecht
Die Verkehrsfähigkeit spielt im Strafrecht eine bedeutende Rolle, da sich der Besitzer nicht verkehrsfähiger Ware in der Regel wegen Steuerhinterziehung verantworten muss. Bei Tabakwaren ohne Steuermarke ist außerdem die Beschlagnahme mit anschließender Vernichtung nach erfolgter Beweissicherung vorgesehen, ebenfalls kommt bei gewerbsmäßigem Import Hehlerei bzw. Schmuggel oft eine Gewinnabschöpfung zum Tragen. Im einfachsten Fall muss nicht verkehrsfähige Ware beim Zoll zurückgelassen werden.
„Fremd“ ist im Strafrecht eine Sache bei Eigentumsdelikten, wenn sie verkehrsfähig ist, das heißt überhaupt in jemandes Eigentum stehen kann, nicht herrenlos ist und nicht im Alleineigentum des Täters steht. Dieses Urteil geht davon aus, dass illegal erworbene Drogen strafrechtlich tauglicher Gegenstand eines Eigentumsdeliktes sein können. Das Strafrecht trachtet danach, den Betäubungsmitteln und dem bei Betäubungsmittelgeschäften eingesetzten Geld die Verkehrsfähigkeit abzuerkennen, indem nahezu jeder Umgang damit bei Strafe verboten wird (§ 29 ff. BtMG, § 261 Abs. 1 und 2 StGB).

### Wettbewerbsrecht
Eine unzulässige geschäftliche Handlung im Sinne des § 3 Abs. 3 UWG liegt vor, wenn unwahre Angaben oder das Erwecken des unzutreffenden Eindrucks gemacht werden, eine Ware oder Dienstleistung sei verkehrsfähig (Anhang zu § 3 Abs. 3 UWG). Ein Produkt oder eine Dienstleistung ist dann nicht verkehrsfähig, wenn sie nicht rechtmäßig verkauft werden dürfen. Dies ist der Fall, wenn entweder der Verkäufer nicht berechtigt ist, das Produkt zu verkaufen (etwa verschreibungspflichtige Medikamente am Kiosk), der Käufer nicht die Voraussetzungen erfüllt, das Produkt zu erwerben (etwa Branntwein an Minderjährige) oder das Produkt selbst nicht Gegenstand eines Handelsgeschäfts mit Verbraucherbeteiligung sein darf (etwa Verkauf von Drogen).

## Auflagen
Als Auflagen sind insbesondere möglich:
- Verschreibungspflicht (Arzneimittel);
- Abgabe nur in bestimmten Mengen zulässig (viele Chemikalien) und/oder nur in entsprechender Verdünnung verkehrsfähig (z. B. Wasserstoffperoxid).
- Handel nur nach vorgegebener Nachbehandlung zulässig (Odorierung bei brennbaren Gasen, Vergällung bei Spiritus, Zugabe von Bitterstoffen bei Pflanzenschutzmitteln).
- Altersabhängige Abgabebeschränkungen – in der Regel abgeleitet aus dem Jugendschutzgesetz (Alkoholika, Tabakprodukte, bestimmte Medienprodukte).
- Abgabe nur an bestimmte Personenkreise mit Nachweis einer entsprechenden Befähigung und einem entsprechenden begründeten Bedarf (Sprengstoffe, Schusswaffen, Chemikalien).
- Zeitliche Auflagen für den Handel (bei Feuerwerkskörpern Endverkauf nur an den letzten drei Werktagen des Kalenderjahres).
- Nachweis einer besonderen Sorgfalt beim Transport (Gefahrgutverordnung).
- Nachweis einer besonders geschützten Lagerung. Der Schutz gilt hierbei in zweierlei Richtungen: Zum einen sollen der Mensch und die Umwelt vor gefährlichen Auswirkungen geschützt werden (z. B. Giftstoffe, Chemikalien, Sprengstoffe, Brennstoffe), zum anderen ist das Produkt vor unberechtigtem Zugriff in besonderem Maße zu schützen (Sprengstoffe, Betäubungsmittel, einige Arzneimittel).
- Handel nur nach besonderer Genehmigung (Waffen, die unter das Kriegswaffenkontrollgesetz fallen).

## Wirtschaftliche Aspekte
Die Verkehrsfähigkeit stellt eine der wesentlichen Voraussetzungen für die Funktionsfähigkeit der Wirtschaft dar, weil ökonomisch relevante Transaktionen nur durch Handel, Kauf, Tausch oder Überlassung des Nutzungsrechts stattfinden können. Um diese wirtschaftliche Betätigung nicht zu behindern, ist die Verkehrsunfähigkeit ein gesetzlicher Ausnahmetatbestand.